# Élections municipales de 2021 dans La Vallée-du-Richelieu
Pour un article plus général, voir Élections municipales de 2021 en Montérégie.
Cet article concerne les élections municipales de 2021 en Montérégie dans la municipalité régionale de comté de La Vallée-du-Richelieu.

## Belœil
|             | Élection (2017)                                                                                                   | Dissolution (2021)                                                                                              | Élection (2021)                                                                                                   |
| Maire       | Diane Lavoie | Diane Lavoie | Nadine Viau |
| Conseillers | Louise Allie Renée Trudel Odette Martin Marc Daignault Guy Bédard Pierre Verret Réginald Gagnon Jean-Yves Labadie | Louise Allie Renée Trudel Odette Martin Luc Cossette Guy Bédard Pierre Verret Réginald Gagnon Jean-Yves Labadie | Louise Allie Renée Trudel Karim-André Laz Vincent Chabot Julie Lavoie Pierre Verret Martin Robert Martin Dubreuil |

| Taux de participation :                | Taux de participation :                | Taux de participation :                | Taux de participation :                | Taux de participation :                | 41,6 % |
| Nombre de votes valides :              | Nombre de votes valides :              | Nombre de votes valides :              | Nombre de votes valides :              | Nombre de votes valides :              | 7 570  |
| Nombre de votes rejetées à la mairie : | Nombre de votes rejetées à la mairie : | Nombre de votes rejetées à la mairie : | Nombre de votes rejetées à la mairie : | Nombre de votes rejetées à la mairie : | 62     |
| Nombre d'électeurs inscrits :          | Nombre d'électeurs inscrits :          | Nombre d'électeurs inscrits :          | Nombre d'électeurs inscrits :          | Nombre d'électeurs inscrits :          | 18 342 |

| Partis | Partis                                | Candidats pour la mairie                   | Vote  | %     |
| ------ | ------------------------------------- | ------------------------------------------ | ----- | ----- |
|        | Oser Beloeil - Équipe Nadine Viau     | Nadine Viau                                | 2 743 | 36,24 |
|        | Équipe Diane Lavoie - Beloeil gagnant | Diane Lavoie (Sortante)                    | 2 502 | 33,05 |
|        | Beloeil, c'est nous!                  | Luc Cossette (Sortant d'un autre poste)    | 1 667 | 22,02 |
|        | Parti des citoyens de Beloeil         | Yves Deshaies                              | 324   | 4,28  |
|        | Beloeil debout                        | Réginald Gagnon (Sortant d'un autre poste) | 292   | 3,86  |
|        | Indépendant                           | Jean Caumartin                             | 42    | 0,55  |

| Partis | Partis                                | Candidats district #1  | Vote | %     |
| ------ | ------------------------------------- | ---------------------- | ---- | ----- |
|        | Équipe Diane Lavoie - Beloeil gagnant | Louise Allie (Sortant) | 304  | 40,43 |
|        | Oser Beloeil - Équipe Nadine Viau     | Julien Tardif          | 229  | 30,45 |
|        | Beloeil, c'est nous!                  | Catherine Labonté      | 197  | 26,20 |
|        | Beloeil debout                        | Patrick Sénécal        | 22   | 2,93  |

| Partis | Partis                                | Candidats district #2   | Vote | %     |
| ------ | ------------------------------------- | ----------------------- | ---- | ----- |
|        | Équipe Diane Lavoie - Beloeil gagnant | Renée Trudel (Sortante) | 317  | 34,27 |
|        | Oser Beloeil - Équipe Nadine Viau     | Benoît Charron          | 290  | 31,35 |
|        | Beloeil debout                        | Max Paradis             | 207  | 22,38 |
|        | Parti des citoyens de Beloeil         | Simon Richard           | 111  | 12,00 |

| Partis | Partis                                | Candidats district #3 | Vote | %     |
| ------ | ------------------------------------- | --------------------- | ---- | ----- |
|        | Oser Beloeil - Équipe Nadine Viau     | Karim-André Laz       | 465  | 43,83 |
|        | Équipe Diane Lavoie - Beloeil gagnant | Daniel Desroches      | 364  | 34,31 |
|        | Beloeil, c'est nous!                  | Réal Blais            | 154  | 14,51 |
|        | Parti des citoyens de Beloeil         | Jean-Yves Paquin      | 78   | 7,35  |

| Partis | Partis                                | Candidats district #4      | Vote | %     |
| ------ | ------------------------------------- | -------------------------- | ---- | ----- |
|        | Beloeil, c'est nous!                  | Vincent Chabot             | 313  | 32,07 |
|        | Équipe Diane Lavoie - Beloeil gagnant | Vincent Angers-Deslauriers | 310  | 31,76 |
|        | Oser Beloeil - Équipe Nadine Viau     | Marie-Claude Petit         | 293  | 30,02 |
|        | Beloeil debout                        | Sylvain Clermont           | 60   | 6,15  |

| Partis | Partis                                | Candidats district #5 | Vote | %     |
| ------ | ------------------------------------- | --------------------- | ---- | ----- |
|        | Oser Beloeil - Équipe Nadine Viau     | Julie Lavoie          | 432  | 45,24 |
|        | Équipe Diane Lavoie - Beloeil gagnant | Guy Bédard (Sortant)  | 252  | 26,39 |
|        | Beloeil, c'est nous!                  | Claude Lebrun         | 191  | 20,00 |
|        | Beloeil debout                        | Jean-François Poulin  | 80   | 8,38  |

| Partis | Partis                                | Candidats district #6   | Vote | %     |
| ------ | ------------------------------------- | ----------------------- | ---- | ----- |
|        | Équipe Diane Lavoie - Beloeil gagnant | Pierre Verret (Sortant) | 426  | 39,37 |
|        | Oser Beloeil - Équipe Nadine Viau     | Emmanuelle Brière       | 398  | 36,78 |
|        | Beloeil, c'est nous!                  | Sophie Plante           | 190  | 17,56 |
|        | Parti des citoyens de Beloeil         | Anne-Marie Desbiens     | 68   | 6,28  |

| Partis | Partis                                | Candidats district #7 | Vote | %     |
| ------ | ------------------------------------- | --------------------- | ---- | ----- |
|        | Beloeil, c'est nous!                  | Martin Robert         | 310  | 33,41 |
|        | Oser Beloeil - Équipe Nadine Viau     | Stéphane Lepage       | 293  | 31,57 |
|        | Équipe Diane Lavoie - Beloeil gagnant | Josiane Desroches     | 282  | 30,39 |
|        | Beloeil debout                        | Christine Gaudette    | 43   | 4,63  |

| Partis | Partis                                | Candidats district #8       | Vote | %     |
| ------ | ------------------------------------- | --------------------------- | ---- | ----- |
|        | Oser Beloeil - Équipe Nadine Viau     | Martin Dubreuil             | 374  | 43,79 |
|        | Équipe Diane Lavoie - Beloeil gagnant | Jean-Yves Labadie (Sortant) | 280  | 32,79 |
|        | Beloeil, c'est nous!                  | Annie Langlois              | 200  | 23,42 |

- Décès de Pierre Verret, conseiller du district #6, le 6 avril 2022 à la suite d'un malaise cardiaque[1].

- Élection de Marc-Olivier Bérubé au poste de conseiller du district #6 le 12 juin 2022[2].

| Partis                | Partis                            | Candidats district #6 | Vote        | %     |
| --------------------- | --------------------------------- | --------------------- | ----------- | ----- |
|                       | Oser Beloeil - Équipe Nadine Viau | Marc-Olivier Bérubé   | 601         | 59,04 |
|                       | Beloeil gagnant                   | Jean-Yves Labadie     | 347         | 34,09 |
|                       | Indépendant                       | Antoine Courdi        | 70          | 6,88  |
| Bulletins rejetés     | Bulletins rejetés                 | Bulletins rejetés     | 2           |       |
| Taux de participation | Taux de participation             | Taux de participation | 1020 / 2247 | 45,39 |

- Démission de Marc-Olivier Bérubé, conseiller du district #6, en septembre 2022 en raison d'une décision défavorable de la Commission municipale du Québec concernant l'éligibilité quant à son lieu de résidence principale[3].

- Élection de Stéphane Lepage au poste de conseiller du district #6 le 4 décembre 2022[4].

| Partis                | Partis                            | Candidats district #6 | Vote       | %     |
| --------------------- | --------------------------------- | --------------------- | ---------- | ----- |
|                       | Oser Beloeil - Équipe Nadine Viau | Stéphane Lepage       | 448        | 51,97 |
|                       | Beloeil c'est nous!               | Luc Cossette          | 355        | 41,18 |
|                       | Indépendant                       | Antoine Courdi        | 59         | 6,84  |
| Bulletins rejetés     | Bulletins rejetés                 | Bulletins rejetés     | 0          |       |
| Taux de participation | Taux de participation             | Taux de participation | 862 / 2218 | 38,86 |

## Carignan
|             | Élection (2017)                                                                                 | Dissolution (2021)                                                                              | Élection (2021)                                                                               |
| Maire       | Patrick Marquès                                                                                 | Patrick Marquès                                                                                 | Patrick Marquès                                                                               |
| Conseillers | Anne Poussard Edith Labrosse Stéphanie Lefebvre Diane Morneau Frédéric Martineau Daniel St-Jean | Anne Poussard Edith Labrosse Stéphanie Lefebvre Diane Morneau Frédéric Martineau Daniel St-Jean | Edith Labrosse Luc Laforge Stéphanie Lefebvre Diane Morneau Frédéric Martineau Daniel St-Jean |

| Partis | Partis                                | Candidats pour la mairie                   | Vote            | %               |
| ------ | ------------------------------------- | ------------------------------------------ | --------------- | --------------- |
|        | Pro-Citoyens - Équipe Patrick Marquès | Patrick Marquès (Sortant d'un autre poste) | Sans opposition | Sans opposition |

| Partis | Partis                                | Candidats district #1                      | Vote | %     |
| ------ | ------------------------------------- | ------------------------------------------ | ---- | ----- |
|        | Pro-Citoyens - Équipe Patrick Marquès | Edith Labrosse (Sortante d'un autre poste) | 221  | 52,12 |
|        | Indépendant                           | Martin Lambert                             | 116  | 27,36 |
|        | Indépendant                           | Anne Poussard (Sortante)                   | 87   | 20,52 |

| Partis | Partis                                | Candidats district #2 | Vote            | %               |
| ------ | ------------------------------------- | --------------------- | --------------- | --------------- |
|        | Pro-Citoyens - Équipe Patrick Marquès | Luc Laforge           | Sans opposition | Sans opposition |

| Partis | Partis                                | Candidats district #3         | Vote | %     |
| ------ | ------------------------------------- | ----------------------------- | ---- | ----- |
|        | Indépendante                          | Stéphanie Lefebvre (Sortante) | 238  | 70,83 |
|        | Pro-Citoyens - Équipe Patrick Marquès | Yves Gaudet                   | 98   | 29,17 |

| Partis | Partis                                | Candidats district #4    | Vote | %     |
| ------ | ------------------------------------- | ------------------------ | ---- | ----- |
|        | Pro-Citoyens - Équipe Patrick Marquès | Diane Morneau (Sortante) | 214  | 65,24 |
|        | Indépendant                           | Gavin Guillemette        | 114  | 34,76 |

| Partis | Partis                                | Candidats district #5        | Vote | %     |
| ------ | ------------------------------------- | ---------------------------- | ---- | ----- |
|        | Pro-Citoyens - Équipe Patrick Marquès | Frédéric Martineau (Sortant) | 242  | 59,61 |
|        | Indépendant                           | Quoc Thien-An Tran           | 164  | 40,39 |

| Partis | Partis                                | Candidats district #6    | Vote            | %               |
| ------ | ------------------------------------- | ------------------------ | --------------- | --------------- |
|        | Pro-Citoyens - Équipe Patrick Marquès | Daniel St-Jean (Sortant) | Sans opposition | Sans opposition |

## Chambly
|             | Élection (2017) | Dissolution (2021)                                                                                                   | Élection (2021) |
| Maire       | Denis Lavoie | Alexandra Labbé | Alexandra Labbé |
| Conseillers | Alexandra Labbé Mario Lambert Paula-Cristina Rodrigues Richard Tétreault Serge Gélinas Luc Ricard Jean Roy Julia Girard-Desbiens | Carl Talbot Mario Lambert Marie Lise Desrosiers Richard Tétreault Serge Gélinas Luc Ricard Jean Roy Julie Daigneault | Carl Talbot Jean-Philippe Thibault Colette Dubois Annie Legendre Serge Savoie Luc Ricard Justin Carey Jean-François Molnar |

| Taux de participation :                | Taux de participation :                | Taux de participation :                | Taux de participation :                | Taux de participation :                | 32,9 % |
| Nombre de votes valides :              | Nombre de votes valides :              | Nombre de votes valides :              | Nombre de votes valides :              | Nombre de votes valides :              | 7 371  |
| Nombre de votes rejetées à la mairie : | Nombre de votes rejetées à la mairie : | Nombre de votes rejetées à la mairie : | Nombre de votes rejetées à la mairie : | Nombre de votes rejetées à la mairie : | 72     |
| Nombre d'électeurs inscrits :          | Nombre d'électeurs inscrits :          | Nombre d'électeurs inscrits :          | Nombre d'électeurs inscrits :          | Nombre d'électeurs inscrits :          | 22 634 |

| Partis | Partis             | Candidats pour la mairie                     | Vote  | %     |
| ------ | ------------------ | -------------------------------------------- | ----- | ----- |
|        | Indépendante       | Alexandra Labbé (Sortante)                   | 5 244 | 71,14 |
|        | Démocratie Chambly | Julie Daigneault (Sortante d'un autre poste) | 2 127 | 28,86 |

| Partis | Partis             | Candidats district 1 - du Canton | Vote | %     |
| ------ | ------------------ | -------------------------------- | ---- | ----- |
|        | Indépendant        | Carl Talbot (Sortant)            | 511  | 50,95 |
|        | Démocratie Chambly | Denis Missud                     | 318  | 31,70 |
|        | Indépendant        | Jacques Tremblay                 | 174  | 17,35 |

| Partis | Partis             | Candidats district 2 - du Bassin | Vote | %     |
| ------ | ------------------ | -------------------------------- | ---- | ----- |
|        | Indépendant        | Jean-Philippe Thibault           | 581  | 56,68 |
|        | Démocratie Chambly | Lucie Legault                    | 444  | 43,32 |

| Partis | Partis             | Candidats district 3 - Charles-Michel-De-Salaberry | Vote | %     |
| ------ | ------------------ | -------------------------------------------------- | ---- | ----- |
|        | Indépendante       | Colette Dubois                                     | 514  | 60,12 |
|        | Démocratie Chambly | Marie Lise Desrosiers (Sortante)                   | 341  | 39,88 |

| Partis | Partis             | Candidats district 4 - de la Petite Rivière | Vote | %     |
| ------ | ------------------ | ------------------------------------------- | ---- | ----- |
|        | Indépendante       | Annie Legendre                              | 667  | 78,10 |
|        | Démocratie Chambly | Samuel Robert                               | 187  | 21,90 |

| Partis | Partis             | Candidats district 5 - Antoine-Louis-Fréchette | Vote | %     |
| ------ | ------------------ | ---------------------------------------------- | ---- | ----- |
|        | Indépendant        | Serge Savoie                                   | 566  | 72,38 |
|        | Démocratie Chambly | Serge Gélinas (Sortant)                        | 216  | 27,62 |

| Partis | Partis      | Candidats District 6 - Louis-Franquet | Vote            | %               |
| ------ | ----------- | ------------------------------------- | --------------- | --------------- |
|        | Indépendant | Luc Ricard (Sortant)                  | Sans opposition | Sans opposition |

| Partis | Partis             | Candidats district 7 - du Ruisseau | Vote | %     |
| ------ | ------------------ | ---------------------------------- | ---- | ----- |
|        | Indépendant        | Justin Carey                       | 504  | 56,50 |
|        | Démocratie Chambly | Patrick Dufresne                   | 346  | 38,79 |
|        | Indépendant        | Gilles Delorme                     | 42   | 4,71  |

| Partis | Partis             | Candidats district 8 - des Grandes-Terres | Vote | %     |
| ------ | ------------------ | ----------------------------------------- | ---- | ----- |
|        | Indépendant        | Jean-François Molnar                      | 494  | 52,55 |
|        | Démocratie Chambly | Mathieu Beauregard                        | 446  | 47,45 |

## McMasterville
|             | Élection (2017)                                                                                 | Dissolution (2021)                                                                              | Élection (2021)                                                                                |
| Maire       | Martin Dulac                                                                                    | Martin Dulac                                                                                    | Martin Dulac                                                                                   |
| Conseillers | Robert Pelletier Jean-Guy Lévesque Frédéric Lavoie Nadia Noizelier Normand Angers François Jean | Robert Pelletier Jean-Guy Lévesque Frédéric Lavoie Nadia Noizelier Normand Angers François Jean | Robert Pelletier Jean-Guy Lévesque Frédéric Lavoie Magalie Taillon Tanya Czinkan François Jean |

| Candidats pour la mairie | Vote            | %               |
| ------------------------ | --------------- | --------------- |
| Martin Dulac (Sortant)   | Sans opposition | Sans opposition |

| Candidats District 1 - Rive | Vote | %     |
| --------------------------- | ---- | ----- |
| Robert Pelletier (Sortant)  | 106  | 56,68 |
| Yann Canno                  | 81   | 43,32 |

| Candidats District 2 - Village | Vote | %     |
| ------------------------------ | ---- | ----- |
| Jean-Guy Lévesque (Sortant)    | 93   | 76,23 |
| Michel Nadeau                  | 29   | 23,77 |

| Candidats District 3 - Parc | Vote            | %               |
| --------------------------- | --------------- | --------------- |
| Frédéric Lavoie (Sortant)   | Sans opposition | Sans opposition |

| Candidats District 4 - Vétérans | Vote            | %               |
| ------------------------------- | --------------- | --------------- |
| Magalie Taillon                 | Sans opposition | Sans opposition |

| Candidats District 5 - Érables | Vote            | %               |
| ------------------------------ | --------------- | --------------- |
| Tanya Czinkan                  | Sans opposition | Sans opposition |

| Candidats District 6 - Chênes | Vote            | %               |
| ----------------------------- | --------------- | --------------- |
| François Jean (Sortant)       | Sans opposition | Sans opposition |

## Mont-Saint-Hilaire
|             | Élection (2017)                                                                                    | Dissolution (2021)                                                                       | Élection (2021)                                                                                |
| Maire       | Yves Corriveau                                                                                     | Yves Corriveau                                                                           | Marc-André Guertin                                                                             |
| Conseillers | Brigitte Minier Émile Grenon Gilbert Jean-Pierre Brault Sylvain Houle Christine Imbeau Louis Toner | Brigitte Minier Émile Grenon Gilbert Jean-Pierre Brault Sylvain Houle Vacant Louis Toner | David Morin Gaston Meilleur Claude Rainville Isabelle Thibeault Mélodie Georget Marcel Leboeuf |

| Taux de participation :                | Taux de participation :                | Taux de participation :                | Taux de participation :                | Taux de participation :                | 48,3 % |
| Nombre de votes valides :              | Nombre de votes valides :              | Nombre de votes valides :              | Nombre de votes valides :              | Nombre de votes valides :              | 7 117  |
| Nombre de votes rejetées à la mairie : | Nombre de votes rejetées à la mairie : | Nombre de votes rejetées à la mairie : | Nombre de votes rejetées à la mairie : | Nombre de votes rejetées à la mairie : | 61     |
| Nombre d'électeurs inscrits :          | Nombre d'électeurs inscrits :          | Nombre d'électeurs inscrits :          | Nombre d'électeurs inscrits :          | Nombre d'électeurs inscrits :          | 14 853 |

| Partis | Partis                                        | Candidats pour la mairie | Vote  | %     |
| ------ | --------------------------------------------- | ------------------------ | ----- | ----- |
|        | Transition MSH                                | Marc-André Guertin       | 3 733 | 52,45 |
|        | Mouvement citoyen - Équipe Carole Blouin      | Carole Blouin            | 2 271 | 31,91 |
|        | Avenir hilairemontais - Équipe Yves Corriveau | Yves Corriveau           | 879   | 12,35 |
|        | Indépendant                                   | François Perrier         | 156   | 2,19  |
|        | Indépendant                                   | Ferdinand Berner         | 78    | 1,10  |

| Partis | Partis                                        | Candidats district 1 - du Déboulis | Vote | %     |
| ------ | --------------------------------------------- | ---------------------------------- | ---- | ----- |
|        | Transition MSH                                | David Morin                        | 654  | 53,96 |
|        | Mouvement citoyen - Équipe Carole Blouin      | Stéphane Paul                      | 318  | 26,24 |
|        | Avenir hilairemontais - Équipe Yves Corriveau | Paméla Rousseau                    | 240  | 19,80 |

| Partis | Partis                                        | Candidats district 2 - des Patriotes | Vote | %     |
| ------ | --------------------------------------------- | ------------------------------------ | ---- | ----- |
|        | Transition MSH                                | Gaston Meilleur                      | 776  | 62,88 |
|        | Mouvement citoyen - Équipe Carole Blouin      | Lynn Jodoin                          | 310  | 25,12 |
|        | Avenir hilairemontais - Équipe Yves Corriveau | André Roy                            | 148  | 11,99 |

| Partis | Partis                                        | Candidats district 3 - de Rouville | Vote | %     |
| ------ | --------------------------------------------- | ---------------------------------- | ---- | ----- |
|        | Transition MSH                                | Claude Rainville                   | 498  | 56,40 |
|        | Mouvement citoyen - Équipe Carole Blouin      | Alain Sansoucy                     | 220  | 24,92 |
|        | Avenir hilairemontais - Équipe Yves Corriveau | Marjolaine Dubois                  | 165  | 18,69 |

| Partis | Partis                                        | Candidats district 4 - du Piémont | Vote | %     |
| ------ | --------------------------------------------- | --------------------------------- | ---- | ----- |
|        | Transition MSH                                | Isabelle Thibeault                | 527  | 47,82 |
|        | Mouvement citoyen - Équipe Carole Blouin      | Martine Renaud                    | 456  | 41,38 |
|        | Avenir hilairemontais - Équipe Yves Corriveau | Véronique Naurais                 | 119  | 10,80 |

| Partis | Partis                                        | Candidats district 5 - de la Seigneurie | Vote | %     |
| ------ | --------------------------------------------- | --------------------------------------- | ---- | ----- |
|        | Transition MSH                                | Mélodie Georget                         | 704  | 60,07 |
|        | Mouvement citoyen - Équipe Carole Blouin      | Hugo Gendron                            | 350  | 29,86 |
|        | Avenir hilairemontais - Équipe Yves Corriveau | Louis Pageau                            | 118  | 10,07 |

| Partis | Partis                                        | Candidats district 6 - de la Montagne | Vote | %     |
| ------ | --------------------------------------------- | ------------------------------------- | ---- | ----- |
|        | Mouvement citoyen - Équipe Carole Blouin      | Marcel Leboeuf                        | 862  | 57,43 |
|        | Transition MSH                                | Karine Durette                        | 389  | 25,96 |
|        | Avenir hilairemontais - Équipe Yves Corriveau | Jean-François Boisvert-Martel         | 154  | 10,26 |
|        | Indépendant                                   | Fernand Brillant                      | 96   | 6,40  |

## Otterburn Park
|             | Élection (2017)                                                                                       | Dissolution (2021)                                                                         | Élection (2021)                                                                                                |
| Maire       | Denis Parent                                                                                          | Denis Parent                                                                               | Mélanie Villeneuve                                                                                             |
| Conseillers | Jacques Portelance Louis Côté Jean-Marc Fortin Alexandre Dubé-Poirier Mario Borduas François Cardinal | Jacques Portelance Louis Côté Jean-Marc Fortin Alexandre Dubé-Poirier Mario Borduas Vacant | Jacques Portelance Marie-Christine Moore Marc Girard Alleyn Claude Leroux Mathieu Chapdelaine Natacha Thibault |

| Taux de participation :                | Taux de participation :                | Taux de participation :                | Taux de participation :                | Taux de participation :                | 36,4 % |
| Nombre de votes valides :              | Nombre de votes valides :              | Nombre de votes valides :              | Nombre de votes valides :              | Nombre de votes valides :              | 2 349  |
| Nombre de votes rejetées à la mairie : | Nombre de votes rejetées à la mairie : | Nombre de votes rejetées à la mairie : | Nombre de votes rejetées à la mairie : | Nombre de votes rejetées à la mairie : | 32     |
| Nombre d'électeurs inscrits :          | Nombre d'électeurs inscrits :          | Nombre d'électeurs inscrits :          | Nombre d'électeurs inscrits :          | Nombre d'électeurs inscrits :          | 6 544  |

| Candidats pour la mairie | Vote  | %     |
| ------------------------ | ----- | ----- |
| Mélanie Villeneuve       | 1 849 | 78,71 |
| Denis Parent (Sortant)   | 500   | 21,29 |

| Candidats district #1        | Vote | %     |
| ---------------------------- | ---- | ----- |
| Jacques Portelance (Sortant) | 269  | 70,60 |
| Gérard Boutin                | 112  | 29,40 |

| Candidats district #2 | Vote | %     |
| --------------------- | ---- | ----- |
| Marie-Christine Moore | 322  | 75,23 |
| Louis Côté (Sortant)  | 106  | 24,77 |

| Candidats district #3                             | Vote | %     |
| ------------------------------------------------- | ---- | ----- |
| Marc Girard Alleyn                                | 247  | 73,95 |
| Alexandre Dubé-Poirier (Sortant d'un autre poste) | 87   | 26,05 |

| Candidats district #4 | Vote | %     |
| --------------------- | ---- | ----- |
| Claude Leroux         | 309  | 69,13 |
| Jade Forget Petit     | 138  | 30,87 |

| Candidats district #5 | Vote | %     |
| --------------------- | ---- | ----- |
| Mathieu Chapdeleine   | 279  | 75,20 |
| Maude G. Loiseau      | 92   | 24,80 |

| Candidats district #6 | Vote | %     |
| --------------------- | ---- | ----- |
| Natacha Thibault      | 308  | 78,97 |
| Jean-Yves Rhéaume     | 82   | 21,03 |

- Démission de Mathieu Chapdeleine, conseiller district 5 – Du Vieux-Otterburn, le 31 octobre 2022[5].

- Élection de Clarisse Viens au poste de conseillère #5 le 12 mars 2023[6].

| Candidats district #5 | Vote      | %     |
| --------------------- | --------- | ----- |
| Clarisse Viens        | 108       | 59,02 |
| Isabelle Minier       | 75        | 40,98 |
| Bulletins rejetés     | 1         |       |
| Taux de participation | 184 / 971 | 18,95 |

## Saint-Antoine-sur-Richelieu
|             | Élection (2017)                                                                           | Dissolution (2021)                                                       | Élection (2021)                                                                                             |
| Maire       | Chantal Denis                                                                             | Chantal Denis                                                            | Jonathan Chalifoux                                                                                          |
| Conseillers | Harry Gow Patricia Bégin Pierre Lauzon Bernard Archambault Ghislaine Massé Robert Mayrand | Harry Gow Vacant Pierre Lauzon Bernard Archambault Vacant Robert Mayrand | David Cormier Germain Pitre Louis-Philippe Laprade Réjean Collette Marc-André Girard-Provost Robert Mayrand |

| Candidats pour la mairie | Vote            | %               |
| ------------------------ | --------------- | --------------- |
| Jonathan Chalifoux       | Sans opposition | Sans opposition |

| Candidats conseiller #1 | Vote            | %               |
| ----------------------- | --------------- | --------------- |
| David Cormier           | Sans opposition | Sans opposition |

| Candidats conseiller #2 | Vote            | %               |
| ----------------------- | --------------- | --------------- |
| Germain Pitre           | Sans opposition | Sans opposition |

| Candidats conseiller #3 | Vote            | %               |
| ----------------------- | --------------- | --------------- |
| Louis-Philippe Laprade  | Sans opposition | Sans opposition |

| Candidats conseiller #4 | Vote            | %               |
| ----------------------- | --------------- | --------------- |
| Réjean Collette         | Sans opposition | Sans opposition |

| Candidats conseiller #5   | Vote | %     |
| ------------------------- | ---- | ----- |
| Marc-André Girard-Provost | 160  | 68,09 |
| Stéphane Paradis          | 75   | 31,91 |

| Candidats conseiller #6  | Vote            | %               |
| ------------------------ | --------------- | --------------- |
| Robert Mayrand (Sortant) | Sans opposition | Sans opposition |

## Saint-Basile-le-Grand
|             | Élection (2017)                                                                           | Dissolution (2021                                                                       | Élection (2021)                                                                                            |
| Maire       | Yves Lessard                                                                              | Yves Lessard                                                                            | Yves Lessard                                                                                               |
| Conseillers | Josée Laforest Line Marie Laurin Valérie Sirois Richard Pelletier Guy Lacroix Émile Henri | Josée Laforest Line Marie Laurin Denis Vézina Richard Pelletier Guy Lacroix Émile Henri | Laurie-Line Lallemand-Raymond Martin Leprohon Denis Vézina Kim Méthot Guy Lacroix Olivier Cameron-Chevrier |

| Taux de participation :                | Taux de participation :                | Taux de participation :                | Taux de participation :                | Taux de participation :                | 34,8 % |
| Nombre de votes valides :              | Nombre de votes valides :              | Nombre de votes valides :              | Nombre de votes valides :              | Nombre de votes valides :              | 4 351  |
| Nombre de votes rejetées à la mairie : | Nombre de votes rejetées à la mairie : | Nombre de votes rejetées à la mairie : | Nombre de votes rejetées à la mairie : | Nombre de votes rejetées à la mairie : | 56     |
| Nombre d'électeurs inscrits :          | Nombre d'électeurs inscrits :          | Nombre d'électeurs inscrits :          | Nombre d'électeurs inscrits :          | Nombre d'électeurs inscrits :          | 12 665 |

| Partis | Partis              | Candidats pour la mairie | Vote  | %     |
| ------ | ------------------- | ------------------------ | ----- | ----- |
|        | Indépendant         | Yves Lessard (Sortant)   | 2 269 | 52,15 |
|        | Parti grandbasilois | Maurice Cantin           | 2 082 | 47,85 |

| Partis | Partis              | Candidats district 1          | Vote | %     |
| ------ | ------------------- | ----------------------------- | ---- | ----- |
|        | Parti grandbasilois | Laurie-Line Lallemand-Raymond | 355  | 59,87 |
|        | Indépendant         | Josée Laforest (Sortante)     | 238  | 40,13 |

| Partis | Partis              | Candidats district 2 | Vote | %     |
| ------ | ------------------- | -------------------- | ---- | ----- |
|        | Indépendant         | Martin Leprohon      | 499  | 64,81 |
|        | Parti grandbasilois | Marc-André Lacroix   | 271  | 35,19 |

| Partis | Partis              | Candidats district 3 | Vote | %     |
| ------ | ------------------- | -------------------- | ---- | ----- |
|        | Indépendant         | Denis Vézina         | 480  | 71,86 |
|        | Parti grandbasilois | Jérôme Cauchon       | 188  | 28,14 |

| Partis | Partis              | Candidats district 4 | Vote | %     |
| ------ | ------------------- | -------------------- | ---- | ----- |
|        | Indépendant         | Kim Méthot           | 452  | 50,73 |
|        | Parti grandbasilois | Pascale Bouchard     | 439  | 49,27 |

| Partis | Partis              | Candidats district 5  | Vote | %     |
| ------ | ------------------- | --------------------- | ---- | ----- |
|        | Indépendant         | Guy Lacroix (Sortant) | 333  | 40,61 |
|        | Parti grandbasilois | André Métivier        | 301  | 36,71 |
|        | Indépendant         | Paul Belzile          | 186  | 22,68 |

| Partis | Partis              | Candidats district 6     | Vote | %     |
| ------ | ------------------- | ------------------------ | ---- | ----- |
|        | Parti grandbasilois | Olivier Cameron-Chevrier | 239  | 38,93 |
|        | Indépendante        | Sarah Saïdi              | 203  | 33,06 |
|        | Indépendant         | François Poisson         | 172  | 28,01 |

## Saint-Charles-sur-Richelieu
|             | Élection (2017)                                                                                    | Dissolution (2021)                                                                                 | Élection (2021) |
| Maire       | Marc Lavigne                                                                                       | Marc Lavigne                                                                                       | Julie Lussier |
| Conseillers | Jérôme Guertin Mario Talbot Sylvie Vandermissen Jean-Marie Desroches Roger Brunelle Gérald Poirier | Jérôme Guertin Mario Talbot Sylvie Vandermissen Jean-Marie Desroches Roger Brunelle Gérald Poirier | Gérald Poirier Yanick Beauchemin Sylvie Van Dersmissen Josyanne Plourde-Dolbec Francis Vigneault Stéphanie Lafrenière-Milot |

| Taux de participation :                | Taux de participation :                | Taux de participation :                | Taux de participation :                | Taux de participation :                | 41,3 % |
| Nombre de votes valides :              | Nombre de votes valides :              | Nombre de votes valides :              | Nombre de votes valides :              | Nombre de votes valides :              | 631    |
| Nombre de votes rejetées à la mairie : | Nombre de votes rejetées à la mairie : | Nombre de votes rejetées à la mairie : | Nombre de votes rejetées à la mairie : | Nombre de votes rejetées à la mairie : | 0      |
| Nombre d'électeurs inscrits :          | Nombre d'électeurs inscrits :          | Nombre d'électeurs inscrits :          | Nombre d'électeurs inscrits :          | Nombre d'électeurs inscrits :          | 1 529  |

| Candidats pour la mairie | Vote | %     |
| ------------------------ | ---- | ----- |
| Julie Lussier            | 457  | 72,42 |
| Marc Lavigne (Sortant)   | 174  | 27,58 |

| Candidats conseiller #1                   | Vote | %     |
| ----------------------------------------- | ---- | ----- |
| Gérald Poirier (Sortant d'un autre poste) | 334  | 54,22 |
| Jérôme Guertin (Sortant)                  | 282  | 45,78 |

| Candidats conseiller #2 | Vote | %     |
| ----------------------- | ---- | ----- |
| Yanick Beauchemin       | 327  | 53,08 |
| Stéphane Mallet         | 289  | 46,92 |

| Candidats conseiller #3          | Vote | %     |
| -------------------------------- | ---- | ----- |
| Sylvie Van Dersmissen (Sortante) | 424  | 68,83 |
| Louis Côté                       | 192  | 31,17 |

| Candidats conseiller #4 | Vote            | %               |
| ----------------------- | --------------- | --------------- |
| Josyanne Plourde-Dolbec | Sans opposition | Sans opposition |

| Candidats conseiller #5 | Vote | %     |
| ----------------------- | ---- | ----- |
| Francis Vigneault       | 356  | 58,27 |
| Renée Boisclair         | 130  | 21,28 |
| Mickael Dubé            | 125  | 20,46 |

| Candidats conseiller #6    | Vote | %     |
| -------------------------- | ---- | ----- |
| Stéphanie Lafrenière-Milot | 379  | 61,33 |
| Maxim Moreau               | 239  | 38,67 |

- Démission de Sylvie Van Dersmissen, conseillère #3, et de Josyanne Plourde-Dolbec, conseillère #4, à la suite de la séance du 4 octobre et de la perte de confiance avec la mairesse[7].

## Saint-Denis-sur-Richelieu
|             | Élection (2017)                                                                             | Dissolution (2021)                                                                | Élection (2021)                                                                            |
| Maire       | Ginette Thibault                                                                            | Ginette Thibault                                                                  | Jean-Marc Bousquet                                                                         |
| Conseillers | Audrey Remy Pier-Luc Archambault Sylvie Gaudette Martin Beaudoin Lyne Ross Michel Robichaud | Audrey Remy Pier-Luc Archambault Sylvie Gaudette Martin Beaudoin Lyne Ross Vacant | Douce Labelle Pier-Luc Archambault François Lévesque Logan Loiseau Lyne Ross Éric Lévesque |

| Taux de participation :                | Taux de participation :                | Taux de participation :                | Taux de participation :                | Taux de participation :                | 46,2 % |
| Nombre de votes valides :              | Nombre de votes valides :              | Nombre de votes valides :              | Nombre de votes valides :              | Nombre de votes valides :              | 869    |
| Nombre de votes rejetées à la mairie : | Nombre de votes rejetées à la mairie : | Nombre de votes rejetées à la mairie : | Nombre de votes rejetées à la mairie : | Nombre de votes rejetées à la mairie : | 12     |
| Nombre d'électeurs inscrits :          | Nombre d'électeurs inscrits :          | Nombre d'électeurs inscrits :          | Nombre d'électeurs inscrits :          | Nombre d'électeurs inscrits :          | 1 905  |

| Partis | Partis                    | Candidats pour la mairie    | Vote | %     |
| ------ | ------------------------- | --------------------------- | ---- | ----- |
|        | Équipe Jean-Marc Bousquet | Jean-Marc Bousquet          | 682  | 78,48 |
|        | Indépendant               | Ginette Thibault (Sortante) | 187  | 21,52 |

| Partis | Partis                    | Candidats conseiller #1 | Vote            | %               |
| ------ | ------------------------- | ----------------------- | --------------- | --------------- |
|        | Équipe Jean-Marc Bousquet | Douce Labelle           | Sans opposition | Sans opposition |

| Partis | Partis      | Candidats conseiller #2          | Vote            | %               |
| ------ | ----------- | -------------------------------- | --------------- | --------------- |
|        | Indépendant | Pierre-Luc Archambault (Sortant) | Sans opposition | Sans opposition |

| Partis | Partis                    | Candidats conseiller #3 | Vote            | %               |
| ------ | ------------------------- | ----------------------- | --------------- | --------------- |
|        | Équipe Jean-Marc Bousquet | François Richard        | Sans opposition | Sans opposition |

| Partis | Partis                    | Candidats conseiller #4 | Vote | %     |
| ------ | ------------------------- | ----------------------- | ---- | ----- |
|        | Équipe Jean-Marc Bousquet | Logan Loiseau           | 651  | 76,50 |
|        | Indépendant               | Florent Spay            | 200  | 23,50 |

| Partis | Partis      | Candidats conseiller #5 | Vote            | %               |
| ------ | ----------- | ----------------------- | --------------- | --------------- |
|        | Indépendant | Lyne Ross (Sortante)    | Sans opposition | Sans opposition |

| Partis | Partis                    | Candidats conseiller #6 | Vote            | %               |
| ------ | ------------------------- | ----------------------- | --------------- | --------------- |
|        | Équipe Jean-Marc Bousquet | Éric Lévesque           | Sans opposition | Sans opposition |

- Démission de Lyne Ross, conseillère #5, le 14 février 2023[8].

- Élection de François Berthiaume au poste de conseiller #5 le 11 juin 2023[9].

| Candidats conseiller #5 | Vote        | %     |
| ----------------------- | ----------- | ----- |
| François Berthiaume     | 141         | 67,79 |
| Michaël Gaudreault      | 67          | 32,21 |
| Bulletins rejetés       | 3           |       |
| Taux de participation   | 311 / 1 877 | 11,24 |

## Saint-Jean-Baptiste
|             | Élection (2017)                                                                       | Dissolution (2021)                                                                     | Élection (2021)                                                                                   |
| Maire       | Marilyn Nadeau                                                                        | Marilyn Nadeau                                                                         | Marilyn Nadeau                                                                                    |
| Conseillers | Odette Côté Michel Cormier Marc Beaulé Guylaine Thivierge Mélanie Dupré Karinne Lebel | Louis Hébert Michel Cormier Marc Beaulé Guylaine Thivierge Mélanie Dupré Karinne Lebel | Louis Hébert Michel Cormier Audrey Marie Sergerie Guylaine Thivierge Mélanie Dupré Frédéric Morin |

| Candidats pour la mairie  | Vote            | %               |
| ------------------------- | --------------- | --------------- |
| Marilyn Nadeau (Sortante) | Sans opposition | Sans opposition |

| Candidats District #1  | Vote            | %               |
| ---------------------- | --------------- | --------------- |
| Louis Hébert (Sortant) | Sans opposition | Sans opposition |

| Candidats District #2    | Vote            | %               |
| ------------------------ | --------------- | --------------- |
| Michel Cormier (Sortant) | Sans opposition | Sans opposition |

| Candidats District #3 | Vote            | %               |
| --------------------- | --------------- | --------------- |
| Audrey Marie Sergerie | Sans opposition | Sans opposition |

| Candidats District #4         | Vote            | %               |
| ----------------------------- | --------------- | --------------- |
| Guylaine Thivierge (Sortante) | Sans opposition | Sans opposition |

| Candidats District #5    | Vote            | %               |
| ------------------------ | --------------- | --------------- |
| Mélanie Dupré (Sortante) | Sans opposition | Sans opposition |

| Candidats District #6 | Vote            | %               |
| --------------------- | --------------- | --------------- |
| Frédéric Morin        | Sans opposition | Sans opposition |

- Démission de Mélanie Dupré, conseillère district #5, en septembre 2022[10].

- Élection de Karinne Lebel au poste de conseillère district #5 le 19 décembre 2022[11].

| Candidats District #5 | Vote | %    |
| --------------------- | ---- | ---- |
| Karinne Lebel         | 45   | n/d  |
| William Boileau       | 14   | n/d  |
| Sylvia Martel         | 4    | n/d  |
| Luc Robitaille        | 2    | n/d  |
| Taux de participation |      | 13,0 |

## Saint-Marc-sur-Richelieu
|             | Élection (2017)                                                              | Dissolution (2021)                                                              | Élection (2021)                                                                            |
| Maire       | Michel Robert                                                                | Michel Robert                                                                   | François Berthiaume                                                                        |
| Conseillers | Annie Houle Denis Vallée Eve-Marie Grenon Réal Déry Yvon Forget Pascal Smith | Annie Houle Denis Vallée Eve-Marie Grenon Réal Déry Yvon Forget Maurice Rolland | John Bradley Patricia St-Laurent Annie Houle Réal Déry Marie-Claude Racine Maurice Rolland |

| Taux de participation :                | Taux de participation :                | Taux de participation :                | Taux de participation :                | Taux de participation :                | 41,9 % |
| Nombre de votes valides :              | Nombre de votes valides :              | Nombre de votes valides :              | Nombre de votes valides :              | Nombre de votes valides :              | 736    |
| Nombre de votes rejetées à la mairie : | Nombre de votes rejetées à la mairie : | Nombre de votes rejetées à la mairie : | Nombre de votes rejetées à la mairie : | Nombre de votes rejetées à la mairie : | 11     |
| Nombre d'électeurs inscrits :          | Nombre d'électeurs inscrits :          | Nombre d'électeurs inscrits :          | Nombre d'électeurs inscrits :          | Nombre d'électeurs inscrits :          | 1 784  |

| Candidats pour la mairie | Vote | %     |
| ------------------------ | ---- | ----- |
| François Berthiaume      | 426  | 57,88 |
| Michel Robert (Sortant)  | 310  | 42,12 |

| Candidats conseiller #1                 | Vote | %     |
| --------------------------------------- | ---- | ----- |
| John Bradley                            | 406  | 56,31 |
| Denis Vallée (Sortant d'un autre poste) | 315  | 43,69 |

| Candidats conseiller #2 | Vote            | %               |
| ----------------------- | --------------- | --------------- |
| Patricia St-Laurent     | Sans opposition | Sans opposition |

| Candidats conseiller #3                 | Vote | %     |
| --------------------------------------- | ---- | ----- |
| Annie Houle (Sortante d'un autre poste) | 462  | 63,46 |
| Eve-Marie Grenon (Sortante)             | 266  | 36,54 |

| Candidats conseiller #4 | Vote            | %               |
| ----------------------- | --------------- | --------------- |
| Réal Déry (Sortant)     | Sans opposition | Sans opposition |

| Candidats conseiller #5 | Vote | %     |
| ----------------------- | ---- | ----- |
| Marie-Claude Racine     | 459  | 63,40 |
| Yvon Forget (Sortante)  | 265  | 36,60 |

| Candidats conseiller #2   | Vote            | %               |
| ------------------------- | --------------- | --------------- |
| Maurice Rolland (Sortant) | Sans opposition | Sans opposition |

- Démission de Patricia St-Laurent, conseillère #2, annoncée lors de la séance du 9 août 2022[12].

- Élection d'Alain Lavallée au poste de conseiller #2 le 23 octobre 2022[13].

| Candidats conseiller #2 | Vote        | %     |
| ----------------------- | ----------- | ----- |
| Alain Lavallée          | 209         | 60,40 |
| Martin Valiquette       | 122         | 35,26 |
| Caroline Clark          | 15          | 4,34  |
| Bulletins rejetés       | 2           |       |
| Taux de participation   | 348 / 1 769 | 19,67 |

- Démission de François Berthiaume, maire, annoncée lors de la séance du 9 mai 2023 pour raisons de santé[14],[15]. John Bradley, conseiller #1, exerce la fonction de maire suppléant pendant l'intérim[15].

- Démission d'Annie Houle, conseillère #3, annoncée lors de la séance du 13 juin 2023[16].

- Démission d'Alain Lavallée, conseiller #2, annoncée lors de la séance du 13 juillet 2023[17].

- Élection sans opposition d'Alain Lavallée au poste de maire et de Ghislain Henri au poste de conseiller #3 le 29 juillet 2023[14].

| Candidats pour la mairie                  | Vote            | %               |
| ----------------------------------------- | --------------- | --------------- |
| Alain Lavallée (sortant d'un autre poste) | Sans opposition | Sans opposition |

| Candidats conseiller #3 | Vote            | %               |
| ----------------------- | --------------- | --------------- |
| Ghislain Henri          | Sans opposition | Sans opposition |
| Étienne Béland          | Désistement     | Désistement     |

- Élection de Yvon Forget au poste de conseiller #2 le 27 août 2023[14],[18].

| Candidats conseiller #2 | Vote | %   |
| ----------------------- | ---- | --- |
| Yvon Forget             | n/d  | n/d |
| Michel Pichet           | n/d  | n/d |

## Saint-Mathieu-de-Belœil
|             | Élection (2017)                                                                      | Dissolution (2021)                                                                   | Élection (2021)                                                                                     |
| Maire       | Normand Teasdale                                                                     | Normand Teasdale                                                                     | Normand Teasdale                                                                                    |
| Conseillers | Diane Demers Sylvain Lavallée Réal Jean Mona S. Morin Stéphan Labrie Simon Chalifoux | Diane Demers Sylvain Lavallée Réal Jean Mona S. Morin Stéphan Labrie Simon Chalifoux | Marie-Claude Duval Éric Lussier-Houle Sébastien Robert Mona S. Morin Richard Lecours Mathieu Blouin |

| Partis | Partis          | Candidats pour la mairie | Vote            | %               |
| ------ | --------------- | ------------------------ | --------------- | --------------- |
|        | Equipe Teasdale | Normand Teasdale         | Sans opposition | Sans opposition |

| Partis | Partis          | Candidats District #1 | Vote            | %               |
| ------ | --------------- | --------------------- | --------------- | --------------- |
|        | Equipe Teasdale | Marie-Claude Duval    | Sans opposition | Sans opposition |

| Partis | Partis          | Candidats District #2 | Vote            | %               |
| ------ | --------------- | --------------------- | --------------- | --------------- |
|        | Equipe Teasdale | Éric Lussier-Houle    | Sans opposition | Sans opposition |

| Partis | Partis          | Candidats District #3 | Vote            | %               |
| ------ | --------------- | --------------------- | --------------- | --------------- |
|        | Equipe Teasdale | Sébastien Robert      | Sans opposition | Sans opposition |

| Partis | Partis          | Candidats District #4                | Vote | %     |
| ------ | --------------- | ------------------------------------ | ---- | ----- |
|        | Equipe Teasdale | Mona S. Morin (Sortante)             | 103  | 59,20 |
|        | Indépendant     | Réal Jean (Sortant d'un autre poste) | 71   | 40,80 |

| Partis | Partis          | Candidats District #5    | Vote | %     |
| ------ | --------------- | ------------------------ | ---- | ----- |
|        | Equipe Teasdale | Richard Lecours          | 75   | 60,00 |
|        | Indépendant     | Stephan Labrie (Sortant) | 50   | 40,00 |

| Partis | Partis          | Candidats District #6     | Vote | %     |
| ------ | --------------- | ------------------------- | ---- | ----- |
|        | Equipe Teasdale | Mathieu Blouin            | 84   | 54,19 |
|        | Indépendant     | Simon Chalifoux (Sortant) | 71   | 45,81 |